# Revista Eletrônica de Iniciação Científica
A Revista Eletrônica de Iniciação Científica (REIC) é um periódico destinado a publicar artigos técnico-científicos produzidos por alunos de graduação das áreas de computação e informática.
A REIC é uma publicação digital da Sociedade Brasileira de Computação. O acesso é gratuito. Não há versão impressa.
Tópicos freqüentes na revista:
- Algoritmos e Estruturas de Dados
- Arquitetura de Computadores
- Bancos de Dados
- Compiladores
- Computação e Música
- Computação Gráfica
- Concepção de Circuitos Integrados
- Desempenho de Sistemas Computacionais
- Engenharia de Software
- Inteligência Artificial
- Informática na Educação
- Interação Homem Computador
- Linguagens de Programação
- Linguagens Formais
- Mineração de Dados
- Processamento de Alto Desempenho
- Processamento de Imagens
- Realidade Virtual
- Recuperação de Informação
- Redes de Computadores
- Redes Neurais
- Sistemas Distribuídos
- Sistemas Hipermídia
- Sistemas Multimídia
- Sistemas Operacionais
- Teoria da Computação
- Tolerância a Falhas

## Ligações Externas
- ISSN 1519-8219
- Site oficial